# Brook Farm
La Brook Farm fu un esperimento utopistico di comunità trascendentalista, messo in pratica dal trascendentalista ed ex pastore unitariano George Ripley e sua moglie Sophia nella Ellis farm a West Roxbury, Massachusetts.

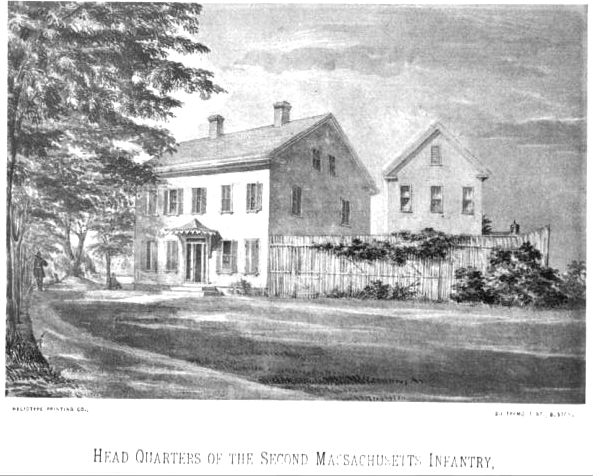
Immagine storica di Brook Farm, dell'epoca in cui fu usata come accampamento durante la guerra civile americana.

In origine la comunità comprendeva solo quindici membri, tra i quali George Ripley, sua moglie Sophia, sua sorella Marianne, John Sullivan Dwight e Nathaniel Hawthorne. La comunità fu operativa dal 1841 al 1847 e si ispirava alle idee socialiste di Charles Fourier. La fattoria dove vivevano i membri della comunità influenzò molti scrittori come Thoreau e Nathaniel Hawthorne.

## Filosofia della Brook Farm
L'idea fondamentale della Brook Farm, secondo Ripley, era «fondere il pensatore e il lavoratore... assicurando a tutti i benefici dell'istruzione e i profitti del lavoro». Nella Brook Farm, e anche in altre comunità simili, il lavoro fisico era percepito come condizione di benessere psichico e fisico. La fattoria diventò un falansterio ispirato al fourierismo solo nel 1845.

## Paesaggio e architettura
Brook Farm si chiamava così dal ruscello (in inglese brook) che scorreva lungo la strada e si gettava nel fiume Charles.
Era circondata da basse colline e sui suoi prati e pendii assolati si alternavano frutteti, boschetti e folte pinete.
Quando i fondatori originari comprarono 208 acri (0,84 km²) di terra c'era già una grande fattoria, che in seguito fu chiamata “The Hive” (l'alveare). “The Hive” diventò il centro delle attività sociali e il luogo dove i membri della comunità consumavano i loro tre pasti quotidiani.
Poiché la comunità si allargava, fu necessario aggiungere altri edifici per avere più abitazioni e per le varie attività. Il primo edificio costruito fu “The Nest” (il nido), dove si svolgevano lezioni scolastiche e alloggiavano gli ospiti della comunità. La casa dei coniugi Ripley, poi chiamata "the Eyrie" (nido d'aquila), fu costruita il secondo anno. L'edificio seguente ad essere costruito fu il cottage di Margaret Fuller. La sua casa aveva tre pianoforti e veniva usata da Charles Anderson Dana e altri insegnanti di musica. L'ultimo edificio costruito fu chiamato "Plymouth house" ed era usato per alloggiare gli allievi.

## Istruzione
Dopo l'acquisto della fattoria, i primi sei mesi furono dedicati alla preparazione. La scuola era una questione particolarmente importante e la responsabile era Sophia: Il 29 settembre 1841 il “Brook Farm Institute of Agriculture and Education” era pronto. La scuola era la fonte di reddito più immediata (e, a volte, l'unica) per la Brook Farm. Un allievo pagava quattro dollari a settimana per vitto, alloggio e istruzione. Ogni allievo e membro della comunità doveva fare quattro ore di lavoro manuale al giorno nella fattoria. Questo lavoro era dedotto dalla loro retta.
Quando entrava nella scuola, agli allievi più piccoli veniva assegnata una donna della comunità che ne curava suo guardaroba, abitudini personali e attività fisica. Gli insegnanti principali della scuola erano i coniugi Ripley, Dwight e Charles Anderson Dana. George Ripley insegnava inglese, Dana insegnava a comunicare in dieci lingue diverse, Dwight insegnava musica. Gli allievi studiavano lingue e letteratura europee. Potevano studiare arte senza spese aggiuntive.
All'interno della scuola c'era un asilo per bambini di età inferiore ai sei anni, una scuola primaria per i bambini sotto i dieci anni e una scuola preparatoria che preparava i bambini per il college in soli sei anni. Se altre persone volevano seguire i corsi, c'erano anche lezioni opzionali.

## Tempo libero
Alla Brook Farm la maggior parte del tempo veniva dedicato allo studio o al lavoro nella fattoria, ma ogni giorno c'era del tempo da dedicare ad attività ricreative. C'erano feste da ballo, picnic, musical, celebrazioni, rappresentazioni teatrali e quadri viventi. I quadri viventi erano rappresentazioni di scene tratte dai libri e dalle opere teatrali e riscuotevano grande successo. 
Ogni settimana “The Hive” ospitava tutti i membri della comunità per un ballo con le ragazze della comunità. Le donne indossavano corone di margherite selvatiche e ogni settimana una corona speciale, comprata da un fioraio, era assegnata alla ragazza che aveva il vestito più bello.
“In quella occasione mio madre mi cucì il vestito. Era semplice e ornato di fiori.”

## Le donne nella Brook Farm
Alla Brook Farm le donne ricoprivano ruoli importanti ed erano incoraggiate a fare sfoggio della loro creatività. Avevano dei compiti tipici delle donne dell'epoca, come preparare cibi semplici e occuparsi della casa. Però nel periodo del raccolto le donne potevano lavorare nei campi e gli uomini aiutavano a lavare la biancheria quando faceva freddo. Una delle cose migliori per le donne della Brook Farm era il fatto che nessuna religione poteva imporre i suoi principi alla comunità. In questo modo le donne erano preservate dal tipico patriarcalismo associato alla religione a quell'epoca. Le donne potevano andare a scuola e proprio per la nota buona istruzione delle donne della Brook Farm molte scrittrici e attrici visitavano la fattoria. La moglie di George Ripley, Sophia, era istruita e in grado di insegnare storia e lingue straniere. Scrisse anche il saggio “Woman,” che sfidava l'immagine della donna creata dagli uomini.

## Letteratura e cinema
Nathaniel Hawthorne fu un membro fondatore della Brook Farm e fece una rappresentazione romanzata della comunità nel suo romanzo The Blithedale Romance. Hawthorne stesso nell'introduzione diceva che «nel Blithedale di questo volume molti lettori riconosceranno un'immagine non fedelissima della Brook Farm, a West Roxbury, che (non più di dieci anni fa) era occupata e coltivata da una comunità di socialisti». Alcuni hanno trovato una somiglianza tra Margaret Fuller e Zenobia, il personaggio di Hawthorne. Nel romanzo un visitatore - uno scrittore come Hawthorne - trova che il lavoro duro della fattoria non stimoli la creatività intellettuale:
«Ci eravamo cullati in visioni compiaciute della spiritualizzazione del lavoro.... [ma] le zolle di terra che noi lavoravamo e rivoltavamo continuamente non si sublimavano mai nel pensiero. I nostri pensieri, al contrario, stavano diventando rozzi rapidamente. Il nostro lavoro non simboleggiava niente e ci lasciava mentalmente inerti nella penombra della sera. L'attività intellettuale è incompatibile con l'attività fisica intensa. Il fattore e lo studioso - il fattore e l'uomo di finissima cultura morale, sebbene non l'uomo di estremo rigore e integrità - sono due individui distinti e non possono essere fusi o integrati in una sola sostanza».
Nel film Metropolitan di Whit Stillman (1990), due personaggi a una festa discutono della Brook Farm, chiedendosi se fosse stato un fallimento o semplicemente avesse "smesso di esistere". Un personaggio, Charlie Black, chiude il discorso dicendo che cessare di esistere, per lui, è un fallimento.

## Aspetti economici
La Brook Farm in origine era “finanziata dalla vendita di azioni, chi acquistava un'azione automaticamente diventava membro dell'istituto, che era governato da una commissione di direttori. I profitti, se c'erano, venivano divisi in un numero di azioni corrispondente al numero totale di giorni lavorativi, ogni membro aveva diritto a un'azione per ogni giorno di lavoro prestato.”

## Dissoluzione
Negli ultimi anni la comunità di Brook Farm aderì sempre più alle teorie fourieriste e si impegnò nella costruzione di un ambizioso edificio comune chiamato "falansterio". Questo edificio fu distrutto da un incendio nel 1846 e la comunità si dissolse poco dopo. Una parte della terra dove si trovava la Brook Farm è diventata riserva naturale, un'altra parte è occupata dai Baker Street Jewish Cemeteries.